# Psammoecus serrulatus
Psammoecus serrulatus es una especie de coleóptero de la familia Silvanidae.

## Distribución geográfica
Habita en  Nueva Caledonia.